# 庙坝镇 (盐津县)
庙坝镇，是中华人民共和国云南省昭通市盐津县下辖的一个镇。
2011年12月26日，云南省人民政府批复同意撤销庙坝乡，设立庙坝镇。

## 行政区划
庙坝镇下辖以下地区：
聚龙社区、民政村、麻柳村、黄草村、石笋村、小寨村、流场村、高坎村、茨竹村、楠木村、大坝村和红碧村。